# ロマン・マース

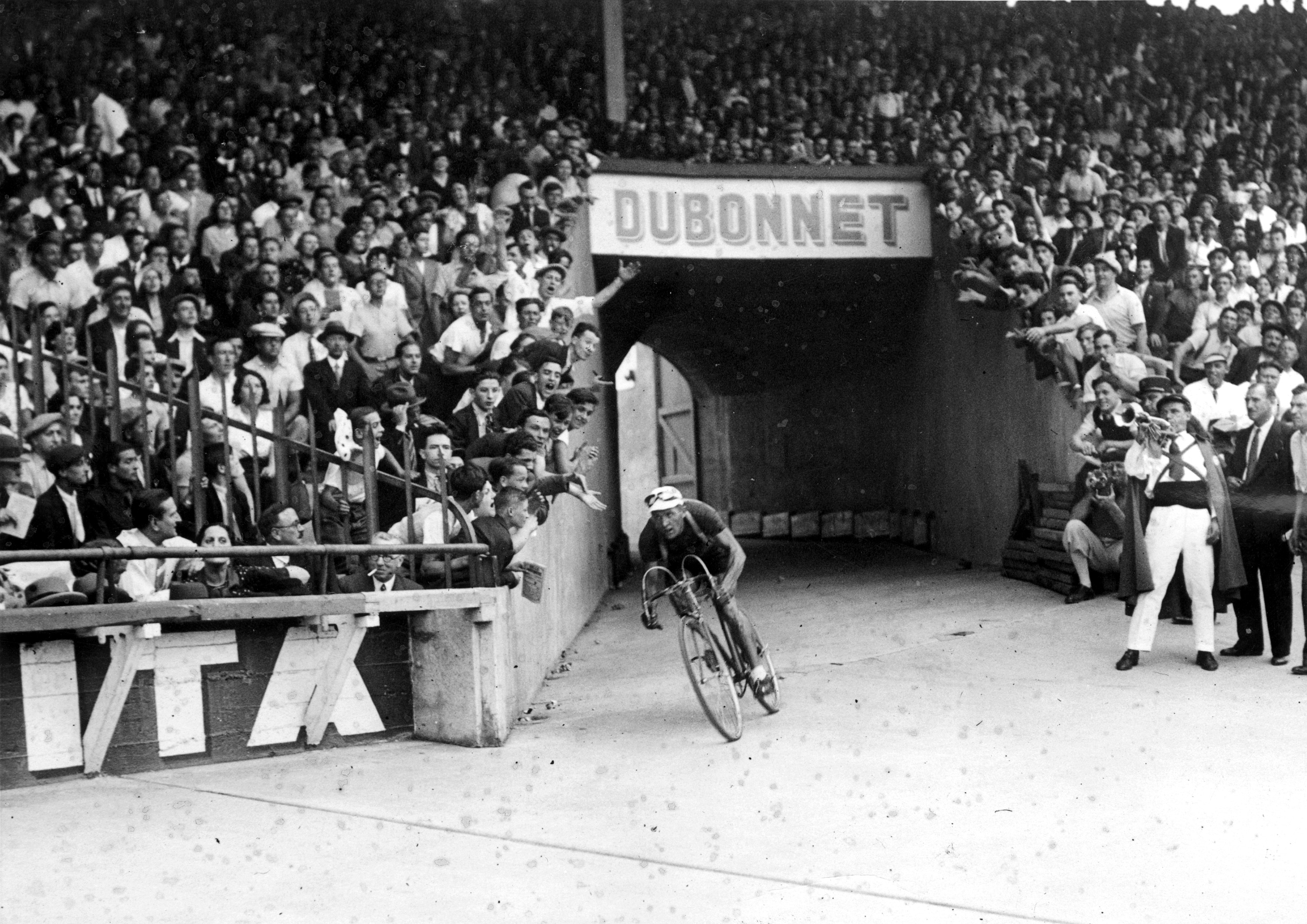
ロマン・マース

ロマン・マース（Romain Maes、1912年8月10日 - 1983年2月22日）は、ベルギー、ゼルケヘム出身の元自転車競技（ロードレース）選手。

## 経歴
1933年にプロのロードレース選手となり、1935年のツール・ド・フランスにおいて、全区間マイヨ・ジョーヌを保持して総合優勝を果たした（区間3勝）。
主要レースにおける勝利はこれだけだが、一方で、「大魚を逸したケース」もいくつかある。1936年のパリ〜ルーベでは、体勢的には有利のように思われたが、審判がジョルジュ・スペシェに勝利の判定を下した。また1938年のパリ〜ブリュッセルでは、ゴールまで残り約500m付近において、後続に100mほどの差をつけていたが、競技場に入ってから周回数を間違え、結果、マルセル・キントに優勝をさらわれてしまった。
また1939年のツール・ド・フランスでは、第2ステージA終了後にマイヨ・ジョーヌを着用するなど好調だったが、第8ステージ途中でクラッシュに遭いリタイアを余儀なくされてしまった。
1944年に現役を引退。引退後はバーの経営者となった。